# Agència de Mahi Kantha
L'agència de Mahi Kantha (Mahi Kantha = Riba del Mahi) fou una entitat administrativa britànica formada per un grup d'estats tributaris protegits de l'Índia, sota un agent polític, dins el govern de la Presidència de Bombai. La superfície (1901) era de 8094 km² i limitava al nord amb Dungarpur i Mewar (a Rajputana), al sud-est amb l'agència de Rewa Kantha; al sud, amb el districte de Kheda o Kaira; i a l'oest amb el districte d'Ahmedabad, l'estat de Baroda i el territori de l'agència de Palanpur. Des del maig de 1877 els sobirans foren classificats en set divisions segons la seva importància. La meitat del territori pertanyia a Idar, el principal; altres 11 eren menys importants; i la resta eren petits principats sota sobirans (thakurs = nobles) rajputs o kolis, generalment feudataris de Baroda.

## Geografia
L'agència incloïa 6 ciutats (Mansa, Idar, Pathapur, Vadali, Ahmednagar i Sadra) i 1.723 pobles. El 90% de la població era hindú, el 5% musulmans, el 3% jains i el 2% animistes. La tribu principal eren els bhils.
L'agència tenia al front a un agent polític amb tres ajudants. L'agent tenia jurisdicció directe sobre els estats de primera, segona i tercera classe; els seus ajudants tenien jurisdicció sobre les altres i les cinc thanes; durant les minories o en cas de mal govern, l'agent o algun agent ajudant tenien l'administració dels estats afectats. El maharajà d'Idar gaudia d'amplis poders i administrava justícia civil i criminal amb limitacions només en casos de pena capital. Els sobirans de segona classe tenien plena jurisdicció criminal (excepte pena capital) i civil segons quantia; els de tercera classe jurisdicció civil segons una quantia, i criminal fins a dos anys de presó; i així per als altres de classes més baixes. El 1838 el capita (després Sir) James Outram va establir uns Consells de Frontera (Border panchayats) per arranjar els conflictes fronterers freqüents entre els diferents caps o entre grups bhils; els sistema que compensava morts amb diners va funcionar força bé.
La població de l'agència era:
- 1872: 447.056
- 1881: 517.485
- 1891: 581.568
- 1901: 361.545 (descens del 38% causat per la gran fam de 1899-1900)

### Sistemes muntanyosos
- Ghahuns, Kalaroo i Rojmalno a Idar
- Boda Malvalo i Ghahuno a Pol
- Arasur a Danta
- Taranga i Amba Vani a Ghodvada

### Rius
- Mahi
- Saraswati (Gujarat)
- Hathmati
- Khari
- Meshwa
- Majam
- Vatrak

### Llista d'estats el 1901

#### Primera classe (sobira rajput)
- Idar

#### Segona classe (sobirans rajputs)
- Pol
- Danta

#### Tercera classe (sobirtans rajputs)
- Malpur
- Mansa
- Mohanpur

#### Quarta classe
- Varsora o Warsora, sobirà rajput
- Pethapur, sobirà rajput
- Ranasan, sobirà rajput
- Punadra, sobirà koli musulmà
- Khadal o Kharal, sobirà koli musulmà
- Ghorasar, sobirà koli
- Katosan, sobirà koli 
  - Nandasa
  - Jakasna
  - Ajabpura
  - Gamanpura
  - Jotan
- Ilol, sobirà koli
- Amliyara o Amalyara, sobirà koli

#### Cinquena classe
Sobirans rajputs excepte dos
- Valasna o Walasna
- Dabha, sobirà koli musulmà
- Vasna o Wasna
- Sudasna
- Magori
- Varagam o Waragam
- Sathamba, sobirà koli
- Rupal (per mala administració fou confiat al thanadar de Sabar Kantha)
- Dadhalia o Dadhalya (per mala administració fou confiat al thanadar de Sabar Kantha)

#### Sisena classe
- Ramas, sobirà musulmà (administrat pel thanadar de Vatrak Kantha durant la minoria del príncep)
- Bolundra, abans de setena classe, sobirà rajput (administrat pel thanadar de Sabar Kantha durant la minoria del príncep)
- Likhi, sobirà koli (privat de jurisdicció, administrat pel thanadar de Sabar Kantha)
- Hadol o Harol, sobirà koli (privat de jurisdicció, administrat pel thanadar de Gadhwara)

#### Setena classe
- Principat de Gabat, sobirà koli (administrat pel thanadar de Vatrak Kantha durant la minoria del príncep)

#### Sabar Kantha(sobirans kolis)

##### Sisena classe
- Derol
- Kheravada o Kherawara
- Kadoli o Karoli
- Vakhtapur o Waktapur
- Prempur
- Dedhrota
- Tajpuri
- Hapa

#### Gadwhara(sobirans kolis)

##### Sisena classe
- Satlasna
- Bhalusna

##### Setena classe
- Timba
- Umari
- Mota Kotarna o Motakotarna
- Chandap (poble matadari sense sobirà)

#### Katosan(sobirans kolis)

##### Setena classe
- Maguna
- Tejpura
- Virsoda o Visrora
- Palej
- Deloli o Delholi
- Kasalpura o Kassalpura
- Memadpura o Mahmudpura
- Rampura
- Ijpura
- Ranipura
- Santhal (sobirà el thakur o bhayad de Katosan compartit amb els de Deloli i de Kasalpura)
- Gokalpura (sobirà el de Tejpura)
- Muljinapura (sobirà el de Deloli)

#### Bavisi
- Autoritat tributària sobre feudataris de Satlasna i Bhalusna. A més tenia el control de 24 pobles matadari sense sobirà amb 72 llogarets, incloent Barmuada.

#### Vatrak Kantha
- Nirmali (principat en condomini entre el maharajà de Baroda i el miyan de Mandwa)
- Jher (principat en condomini entre el maharajà de Baroda i el miyan de Mandwa)
- Sidra Bazar

## Història
El territori fou habitat per bhils i kolis. Vers el segle viii van arribar els rajputs en bona part procedents de Vallabhinagar. Al segle XI la destrucció pels musulmans de Nagar Tatta al Sind va empenyar una segona onada, els paramara rajputs; i als dos segles següents els posterior avanç dels musulmans va empènyer a altres clans rajputs, els paramares o parmars de Chandravati, els rathors de Kanauj, els chavades d'Anhilvada, i altres, cap a les muntanyes de la riba del Mahi. Els parmars van fundar les cases de Mohanpur, Ranasan, Rupal, Varagam i Bolundra; els rathors les de Pol, Malpur, Valasna i Magori; i els chavades les de Mansa i Varsora. Pels seus matrimonis amb kolis alguns d'aquestos rajputs van perdre la casta i van portar només el nom del clan dels seus ancestres (Makvana, Dabi, Bariya...). Al segle XV van arribar els rajputs vagheles que van fundar les cases de Pethapur i Posina (a Idar). Jai Chand, el darrer rajput rathor de Kanauj hauria deixat dos fills el primer dels quals hauria fundat la família reial de Marwar i el segon s'hauria establert el 1257 a Idar i durant segles van ser els raos d'Idar fins que el darrer príncep independent, Rao Jagannath, fou expulsat pels musulmans el 1656; la família es va retirar a la muntanya i va fixar la residència a Pol i foren coneguts com a raos de Pol la línia dels quals va seguir més o menys sobirana fins després de la independència de l'Índia. Danta s'hauria fundat el 809 i la seva història és un seguit de lluites amb Idar. Al segle XV la regió del Mahi Kantha va caure en mans dels sultans d'Ahmedabad i d'aquestos va passar als mogols que només ocasionalment van recaptar tribut.
Als mogols van seguir al segle XVII els marathes que cada dos o tres anys enviaven el seu mulk-giri, exèrcit recaptador, a recollir els impostos. El 1811 en plena decadència maratha, els britànics van pactar recollir el tribut i pagar-lo al Gaikwar de Baroda. El 1820 el govern britànic va assolir l'administració; es pagaria el tribut sense descomptar despeses al maharajà de Baroda (o altres sobirans en alguns casos) i aquest s'obligava a no enviar tropes als estats ni interferir en la seva administració. No obstant el pactat, alguns conflictes van esclatar més d'un cop. Els disturbis entre 1833 i 1836 van fer necessària una intervenció militar britànica per posar orde. El 1857-1858 es va enviar també una força per registrar les armes i desarmar al poble en ple motí; un combat menor es va lliurar a la muntanya Taringa, i la vila de Mondeti fou assaltada. El 1867 hi va haver disturbis a Posina. El 1881 els bhils de Pol es van revoltar contra el sobirà i van aconseguir les seves reclamacions.
Les fams principals foren el 1791, 1813 i 1899-1900 (molt greu); escassetats n'hi va haver el 1825 i 1834.